# Vavřineč
Vavřineč je vesnice, část obce Malý Újezd v okrese Mělník ve Středočeském kraji. Nachází se asi půl kilometru jihovýchodně od Malého Újezda. Vesnicí protéká Jelenický potok. Prochází zde silnice I/16.
Vavřineč leží v katastrálním území Jelenice u Mělníka o výměře 4,24 km².

## Historie
První písemná zmínka o vesnici pochází z roku 1525.

## Obyvatelstvo
| Rok            | 1869 | 1880 | 1890 | 1900 | 1910 | 1921 | 1930 | 1950 | 1961 | 1970 | 1980 | 1991 | 2001 | 2011 | 2021 |
| -------------- | ---- | ---- | ---- | ---- | ---- | ---- | ---- | ---- | ---- | ---- | ---- | ---- | ---- | ---- | ---- |
| Počet obyvatel | 142  | 143  | 187  | 181  | 226  | 234  | 275  | 234  | 256  | 264  | 338  | 376  | 416  | 419  | 449  |
| Počet domů     | 27   | 29   | 32   | 34   | 42   | 45   | 59   | 67   | 67   | 70   | 91   | 106  | 112  | 123  | 136  |

## Obecní správa
Při sčítání lidu v letech 1850–1960 Vavřineč byla osadou obce Jelenice v okrese Mělník. Od 1. července 1960 je částí obce Malý Újezd v okrese Mělník.